# Michelstadt
Michelstadt er den største by i landkreisen Odenwaldkreis, i den tyske delstat Hessen.

## Bydele og bebyggelser
Kommunen er opdelt i 8 områder:
| - Michelstadt - Rehbach - Steinbach - Steinbuch | - Stockheim - Vielbrunn - Weiten-Gesäß - Würzberg |